# Stockholms hemliga tunnelbana
Stockholms hemliga tunnelbana kallas ibland med en skämtsam term en mycket smalspårig underjordisk bana i centrala Stockholm som finns i tunnlar från Östermalm till Kungsholmen och som används för att inspektera fjärrvärmenätet.